# Wijdemeren
Wijdemeren là một đô thị ở tỉnh Noord-Holland của Hà Lan.

## Các trung tâm dân cư
Đô thị Wijdemeren bao gồm các trung tâm dân cư sau: Ankeveen, Boomhoek, Breukeleveen, 's-Graveland, Kortenhoef, Muyeveld, Nederhorst den Berg, Nieuw-Loosdrecht, Oud-Loosdrecht.